# Białoń
Białoń – postać półlegendarna, zbójnik grasujący w XVIII wieku na terenie Orawy.
Białoń miał pochodzić z Kiczor lub Lipnicy Wielkiej. Zbójnikiem został po sprzeczce i bójce z hajdukiem podczas odrabiania pańszczyzny. Swą kryjówkę miał na Babiej Górze, skąd wyprawiał się grabić okoliczne wsie. Według podania potrafił w ciągu jednej nocy przebiec ze swej kryjówki do Krakowa, tam dokonać napadów i rano wrócić na Orawę.

Według innej z legend, Białoń miał ufundować murowany kościół w Lipnicy Wielkiej. Uczynił to w zamian za ostatnie namaszczenie, jakie miał udzielić miejscowy kapłan jego chorej kochance (frajereczce). Dziewczyna ozdrowiała, a zbójnik z wdzięczności wysłał księdzu kocioł z pieniędzmi, za które wzniesiono murowaną świątynię. Sam kocioł został wmurowany w ścianę kościoła, ponadto na ołtarzu jako wotum zawisła zbójecka maczuga. Według innej z wersji, kościół stoi na miejscu szubienicy, na której zawisł zbójnik. Wydarzenie to miało mieć miejsce ok. 1769 roku.